# Toramoselkä
Toramoselkä är en kulle i Finland.   Den ligger i Rovaniemi i landskapet Lappland, i den norra delen av landet, 700 km norr om huvudstaden Helsingfors. Toppen på Toramoselkä är 219 meter över havet.
Terrängen runt Toramoselkä är huvudsakligen platt. Runt Toramoselkä är det mycket glesbefolkat, med 2 invånare per kvadratkilometer.